# Jacob Groot
Jacob Groot (Venhuizen, 2 juli 1947) is een Nederlands dichter, schrijver, essayist en vertaler. Hij was van 1994 tot 1999 redacteur van De Revisor. In 2012 kreeg hij de A. Roland Holst-Penning. Groots werk wordt uitgegeven door  De Harmonie.
Groot vertaalde onder meer van Charles Baudelaire de prozagedichten Le Spleen de Paris (Het spleen van Parijs: kleine gedichten in proza, 1980), van Gérard de Nerval de novelle Sylvie (1981), van John Cowper Powys de roman Wolf Solent (1984) en van Thomas Bernhard Erzählungen (Vertellingen, 1991).